# Поселенцы (телесериал)
«Поселенцы» (англ. Barkskins) — американский историко-приключенческий сериал, экранизация одноимённого романа Энни Пру (2016). Премьера состоялась 25 мая 2020 года на канале National Geographic. На сегодняшний день так и не было объявлено ни о съёмках второго сезона телепроекта, ни о его закрытии.

## Сюжет
Новая Франция, 1692 год. Эдиктом в Фонтенбло король Людовик XIV вынудил покинуть свою страну массы подданных-гугенотов, многие из которых переселялись в Квебек. Захватывая новые земли и охотничьи угодья, принадлежавшие местным индейским племенам, они столкнулись с интересами стремительно набиравшей силу и влияние в Канаде британской Компании Гудзонова залива, что привело к открытому конфликту между двумя державами, получившему название Войны короля Вильгельма (1689–1697).
Двое главных героев, Рене Сель (Кристиан Кук) и Шарль Дюке (Джеймс Блур), волею судьбы оказываются на осваиваемых французами неизведанных землях. Заключив контракт у себя на родине, они должны теперь здесь отработать деньги, потраченные на их перевозку. Таких работников-переселенцев называли тогда в американских колониях словом Barkskins, что можно перевести как «корокожие» или «дублёнокожие», букв. по-русски «кабальные».
Пережив немало опасных приключений, во время которых они не раз оказываются на волосок от смерти, герои знакомятся сначала со своим хозяином, эксцентричным землевладельцем-катаром Клодом Трепаньи (Дэвид Тьюлис), его экономкой-индеанкой Мари (Каньехтио Хорн), затем с искушённым в интригах торговцем-англичанином Элайджей Куком (Томас М. Райт) и агентами Гудзоновой компании Хэмишем Гомсом (Анейрин Барнард) и Ивоном (Зан Макларнон), а после с «невестами короля» — такими же, как и они, бедными француженками Дельфин (Лили Салливан) и Мелисандрой (Таллула Роуз Хэддон), которых корона за свой счёт и под опекой церкви отправила в колонии в качестве невест для поселенцев.
Оказавшимся вдали от родины и цивилизации, без всяких средств, героям предстоит приложить немало усилий для того, чтобы выжить и построить новый мир, в котором белым колонистам придётся конкурировать с претендующими на их земли британцами, а также уживаться с воинственными индейцами, гуронами и ирокезами.

## В ролях
- Дэвид Тьюлис — месье Клод Трепаньи
- Анайрин Барнард — Хэмиш Гомс
- Джеймс Блур — Шарль Дюке
- Кристиан Кук — Рене Сель
- Дэвид Уилмот — констебль Бушар
- Лени Паркер — мать Сабрин
- Каньехтио Хорн — Мари
- Лили Салливан — Дельфин
- Марша Гей Харден — Матильда
- Лола Рейд — Ренардетт
- Томас М. Райт — Элайша Кук
- Таллула Роуз Хэддон — Мелисанда
- Зан Маккларнон — Ивон
- Абрахам Бенруби — Генри Март
- Мэттью Лиллард — Гас Лафарж
- Кайл Харрисон Брейткопф — Тома Лафарж
- Реми Жирар — интендант Де Фер
- Алекс Фернс — Весельчак Билл
- Эрик Швейг — Техониконхракен, вождь ирокезов
- Гэйл Морис — Тейяронхийо, вождь-матриарх гуронов
- Часк Спенсер —  сахем

## Производство
6 января 2016 года во время ежегодного зимнего пресс-тура Ассоциации телевизионных критиков было объявлено, что телеканал National Geographic сотрудничает со Scott Rudin Productions, чтобы получить права на экранизацию романа Энни Пру «Поселенцы».
3 декабря 2018 года стало известно, что National Geographic отдала заказ на производство сериала для первого сезона, состоящего из десяти эпизодов. Сериал был создан Элвудом Ридом, который также должен был стать исполнительным продюсером наряду со Скоттом Рудиным, Эли Бушем и Гарретом Башем. Дополнительные производственные компании, участвующие в сериале, должны были состоять из телевизионных студий Fox 21.
10 февраля 2019 года было объявлено, что Дэвид Слейд будет руководить пилотным эпизодом сериала и выступать в качестве исполнительного продюсера. В конечном итоге, отснято было не 10, а 8 эпизодов первого сезона.

## Съёмки
Основным местом действия сериала является вымышленный посёлок Вобик (Wobik) на реке Святого Лаврентия, которая служила в Новой Франции главной транспортной магистралью, связывавшей Квебек, Труа-Ривьер и Монреаль. Макет поселения был выстроен на  реке Жак-Картье, притоке Св. Лаврентия, возле городка Сен-Габриэль-де-Валькартье, расположенного в 10 км от современного Квебека. Местные лесные массивы, за исключением почти полного отсутствия богатой некогда фауны, напоминают зрителю ту первозданную природу, что встретили здесь в XVII веке белые колонисты.

## Критика
На сайте Rotten Tomatoes у сериала 67 % положительных рецензий на основе 9 отзывов. На Metacritic — 65 баллов из 100 на основе 6 рецензий.